# Erythrops abyssorum
Erythrops abyssorum är en kräftdjursart som beskrevs av Georg Ossian Sars 1869. Erythrops abyssorum ingår i släktet Erythrops och familjen Mysidae. Arten är reproducerande i Sverige. Inga underarter finns listade i Catalogue of Life.